# Морхед (Миннесота)
Мо́рхед (англ. Moorhead ˈmʊərhɛd) — город в округе Клей, штат Миннесота, США. На площади 34,8 км² (34,8 км² — суша, водоёмов нет), согласно переписи 2000 года, проживают 32 177 человек. Плотность населения составляет 924,4 чел./км².
- Телефонный код города — 218
- Почтовый индекс — 56560 — 56563
- FIPS-код города — 27-43864[3]
- GNIS-идентификатор — 0648070[4]

## В популярной культуре
Город Морхед упоминается в культовом фильме братьев Коэнов «Большой Лебовски»: персонаж фильма Банни Лебовски родом из Морхеда. Интересно, что Морхед входит в единую городскую агломерацию с городом Фарго, Северная Дакота (города разделены рекой Ред-Ривер: на правом берегу Морхед, на левом - Фарго)- также известного в первую очередь по творчеству братьев Коэнов - знаменитому фильму «Фарго».